# Bertrand Russell
Bertrand Arthur William Russell, 3. hrabia Russell (ur. 18 maja 1872 w Ravenscroft, Walia, zm. 2 lutego 1970 w Penrhyndeudraeth, Walia) – brytyjski filozof, logik, matematyk, działacz społeczny i eseista. Laureat Nagrody Nobla w dziedzinie literatury za rok 1950. Zainicjował w 1954 roku kampanię pokojową Pugwash. Politycznie wspierał socjalizm wolnościowy i anarchizm.
Jest uważany za twórcę filozofii analitycznej razem ze swoim poprzednikiem Gottlobem Frege, współpracownikiem G.E. Moore’em oraz uczniem Ludwigiem Wittgensteinem. Uznaje się go za jednego z najlepszych logików XX wieku. Jego prace miały znaczący wpływ w matematyce, logice, teorii mnogości, lingwistyce, sztucznej inteligencji, kognitywistyce, informatyce oraz filozofii, w szczególności filozofii języka, epistemologii oraz metafizyce .
W 1950 r. otrzymał nagrodę Nobla w dziedzinie literatury „w uznaniu jego różnorakich i znaczących pism, w których bronił ideałów humanitarnych i wolności myśli”, chociaż sam utrzymywał, że nagrodę otrzymał za książkę Małżeństwo i moralność, w której opowiedział się za „wolną miłością” i swobodą seksualną.
Był socjalistą, a także agnostykiem (chociaż w celach pragmatycznych określał się ateistą) i otwarcie krytykował chrześcijaństwo np. w sławnym eseju Dlaczego nie jestem chrześcijaninem. Za swój pacyfizm trafił do więzienia podczas I wojny światowej. Po wyrzuceniu go z Trinity College (Cambridge) wybuchła afera, co sprawiło, że został przywrócony, jednak później sam zrezygnował. Jego przyjęciu jako wykładowcy filozofii na City College of New York towarzyszyło medialne oburzenie, a nowojorski biskup Kościoła Episkopalnego wytoczył przeciwko niemu postępowanie sądowe, które skończyło się niekorzystnym dla Russella wyrokiem. Sędzia Sądu Najwyższego stanu Nowy Jork na podstawie napisanych przez Russella książek orzekł, iż jest on „moralnie niezdatny do nauczania filozofii”. Zareagował na to Albert Einstein, który w obronie Russella napisał „wspaniałe osobowości zawsze napotykały na brutalną opozycję miernych umysłów”. Pomimo tych skandali Russell w 1949 roku otrzymał brytyjski Order Zasługi, a w 1950 nagrodę Nobla w dziedzinie literatury . 
Laureat Medalu Sylvestera za rok 1934. Laureat Nagrody Kalinga od UNESCO.

## Życiorys
Bertrand Russell był najmłodszym z trojga dzieci 2. hrabiego Russell, wnuka księcia Bedford Johna Russella. Jego dziad, lord John Russell, 1. hrabia Russell, był za panowania królowej Wiktorii dwukrotnym premierem Wielkiej Brytanii. Rodzina Russellów była jedną z najbardziej wpływowych i najszacowniejszych w Imperium, z tytułem książęcym i wielowiekową historią.
Gdy Bertrand miał dwa lata, zmarły jego matka i siostra, kiedy miał cztery – ojciec. Chłopca, razem z jego starszym bratem, oddano na wychowanie do babki, hrabiny Russell. Postarała się ona dla wnuków o najlepsze guwernantki i najlepszych nauczycieli domowych. Ci ostatni wszczepili małemu Bertrandowi zamiłowanie do matematyki. Dorastanie Russella było samotne i często rozważał samobójstwo. W swojej autobiografii zauważył, że jego największe zainteresowanie „przyrodą i książkami oraz (później) matematyką uchroniło go przed całkowitym przygnębieniem”. Przed samobójstwem uchroniła go jedynie chęć poznania większej ilości matematyki. W latach młodości odkrył dzieła Percy'ego Shelleya. 
Russell napisał: „Cały swój wolny czas spędzałem na czytaniu go i uczeniu się go na pamięć, nie znając nikogo, komu mógłbym powiedzieć o tym, co myślę lub czuję. Rozmyślałem, jak wspaniale byłoby poznać Shelleya i zastanawiałem się, czy powinienem spotkać jakiegoś żywego człowieka, którego darzę taką sympatią". W latach 1890–1897 studiował w Trinity College University of Cambridge. Studiował matematykę i filozofię.

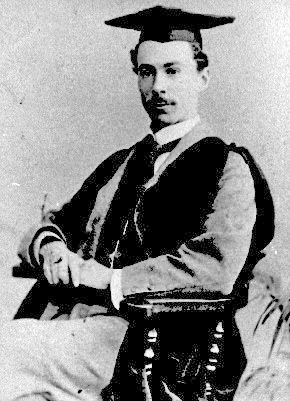
Bertrand Russell w roku 1893

W 1894 poślubił Alys Pearsall Smith, starszą o pięć lat amerykańską kwakierkę. Para rozwiodła się w 1921. 

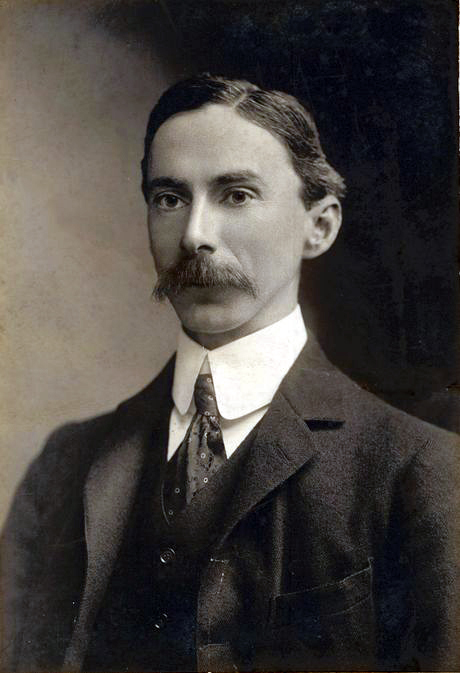
Bertrand Russell w roku 1907

W 1921 zawarł drugie małżeństwo z Dorą Winifred Black  (zm. 1986), córką Sir Fredericka Blacka. Małżeństwo miało dwójkę dzieci: Johna Conrada Russella, 4. hrabiego Russell (1921–1987) i lady Katharinę Jane Russell (zam. Tait, 1923–2021). Zakończyło się rozwodem w 1935.

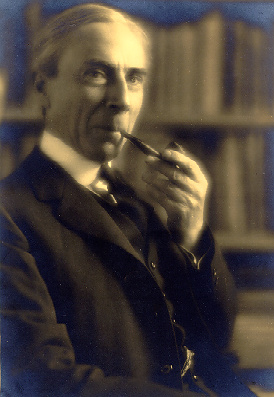
Bertrand Russell w roku 1924

Po raz trzeci zawarł związek małżeński z Patricią Helen Spence (zm. 2004), z małżeństwa w 1936 urodziło się jedno dziecko, Conrad Sebastian Robert Russell, 5. hrabia Russell (1937–2004), historyk i czołowa postać Partii Liberalno-Demokratycznej. Trzecie małżeństwo Russella zakończyło się rozwodem w 1952.
W drodze na jeden ze swoich wykładów w Trondheim, Russell był jednym z 24 ocalałych (spośród 43 pasażerów) z katastrofy samolotu w Hommelvik w październiku 1948 roku. Powiedział, że zawdzięcza swoje życie paleniu, ponieważ ludzie, którzy zmarli, znajdowali się w części samolotu przeznaczonej dla niepalących.
Czwarte małżeństwo zawarł w 1952 z Edith Finch (zm. 1978). 

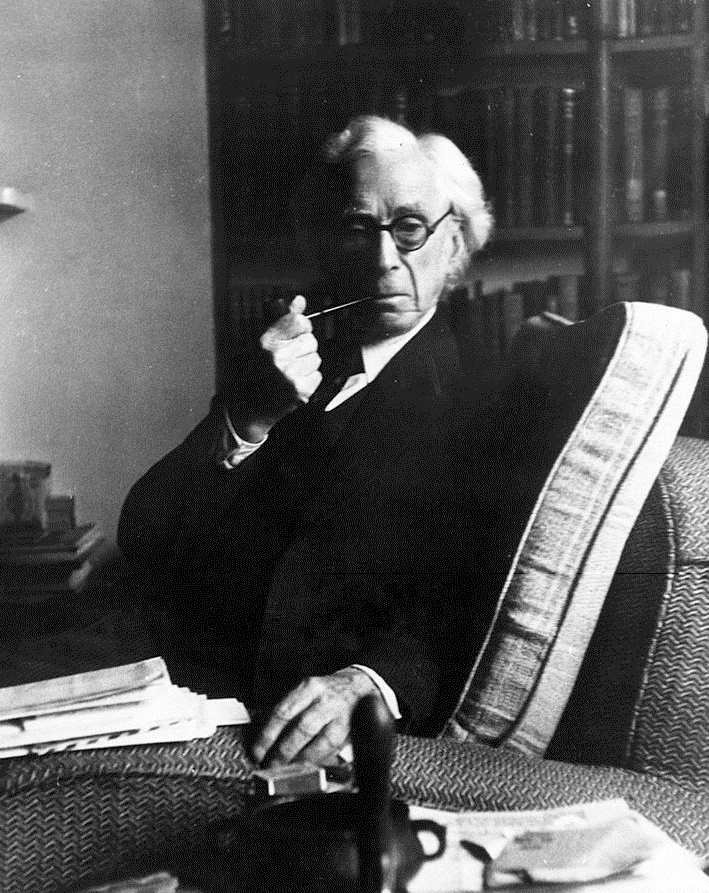
Bertrand Russell w roku 1954

Russell miewał liczne romanse w tym z arystokratką Ottoline Morrell i aktorką Constance Malleson.
W 1966 założył Międzynarodowy Trybunał do spraw Zbrodni Wojennych (jego członkiem był także Jean-Paul Sartre).
Zmarł na grypę 2 lutego 1970 roku w swoim domu w Penrhyndeudraeth, w wieku 97 lat. Zgodnie z jego wolą nie odbyła się żadna ceremonia religijna, poza minutą ciszy; jego prochy zostały później rozrzucone w górach Walii. Chociaż urodził się i zmarł w Walii, Russell identyfikował się jako Anglik.

## Dorobek
Bertrand Russell był współtwórcą i animatorem, wspólnie z Alfredem N. Whiteheadem, programu logicyzacji matematyki. W dziele Principia Mathematica podał sposób redukcji aksjomatów arytmetyki liczb naturalnych do języka logiki. Koncepcja ta została zrealizowana dzięki stworzeniu teorii typów co pozwalało uniknąć antynomii zbioru wszystkich zbiorów oraz klas samozwrotnych, będących wadą poprzednich prób tego typu (Frege).
Ceną była nierealistyczna komplikacja. Dlatego teoria typów nigdy się w matematyce nie przyjęła, choć cieszyła się sentymentem nielicznych logików. Teoria ta dała natomiast początek typom powszechnie używanym w dzisiejszych językach programowania.
Teoria typów unika paradoksów poprzez wprowadzenie i rygorystyczne separowanie różnych typów. Wymaga to definiowania tego samego obiektu matematycznego wielokrotnie, na różnych poziomach typów. W szczególności nie ma jednego zbioru liczb naturalnych, lecz potencjalnie nieskończenie wiele. Wprowadza się je za każdym razem, gdy ma się do czynienia z następnym poziomem i rodzajem typu. Logikom to nie przeszkadza, ale matematyk tak pracować praktycznie nie może.
Russell był także jednym z najwybitniejszych filozofów XX wieku. Największą sławę filozoficzną przyniosła mu teoria deskrypcji – wyłożona w roku 1905 w artykule „On Denoting” („O denotowaniu”). Należy ona do dzisiaj do kanonu współczesnej filozofii analitycznej. Ewolucję swoich poglądów filozoficznych Russell opisał w książce „Mój rozwój filozoficzny” – wydanej także w języku polskim.

## Działalność pacyfistyczna
Był pacyfistą i przeciwstawiał się wszelkim działaniom wojennym, w związku z czym w okresie I wojny światowej został skazany na sześć miesięcy więzienia za opublikowanie artykułu sugerującego, że stacjonujące w Anglii oddziały amerykańskie były wykorzystywane do łamania strajków antywojennych . Powodem drugiego pobytu Russella w więzieniu w latach pięćdziesiątych XX w. było obywatelskie nieposłuszeństwo w ramach kampanii przeciwko nuklearnym zbrojeniom. Russell był trzykrotnym kandydatem w wyborach parlamentarnych: w 1907 roku jako kandydat Partii Liberalnej oraz w 1922 i 1923 z ramienia Partii Pracy.
Stworzył impulsywną teorię wojny, w której zakładał, że wojna ma swoje korzenie w impulsach ludzkich, które z kolei mogą przerodzić się w impulsy zbrojne, które nie ograniczają się do poszczególnych jednostek, lecz dotykają całe społeczeństwa (tworzy się tzw. gorączka wojenna). Zbiorowy impuls nie bierze pod uwagę racjonalnych czynników i przeciwwskazań co do prowadzenia wojny – impuls jest całkowicie irracjonalny.
Nie odróżniał wojen napastniczych i obronnych – były one dla niego jednakowo groźne i nieakceptowalne. Interesowały go natomiast skutki – sposoby usprawiedliwiania działań wojennych.

## Wybrane dzieła
- 1896: German Social Democracy (Niemiecka socjaldemokracja).
- 1897: An Essay on the Foundations of Geometry (O podstawach geometrii).
- 1900: A Critical Exposition of the Philosophy of Leibniz (Krytyczne przedstawienie filozofii Leibniza).
- 1903: The Principles of Mathematics (Zasady matematyki).
- 1905: Denotowanie (On Denoting), wydanie polskie 1967 (w: Logika i język. Studia z semiotyki logicznej).
- 1910-1913: Principia Mathematica (z Alfredem N. Whiteheadem), 3 tomy.
- 1912: Problemy filozofii (The Problems of Philosophy), wyd. pol. 1995, 2003, 2004, pod tytułem Zagadnienia filozofii 1913, 2002.
- 1914: Nasza wiedza o świecie zewnętrznym jako pole badań dla metody naukowej w filozofii (Our Knowledge of the External World as a Field for Scientific Method in Philosophy), wyd. pol. 2000.
- 1916: Przebudowa społeczna (Principles of Social Reconstruction), wyd. pol. 1932.
- 1918: Drogi do wolności. Socjalizm, anarchizm i syndykalizm (Roads to Freedom: Socialism, Anarchism, and Syndicalism), wyd. pol. 1934, 1987.
- 1918: Wstęp do filozofii matematyki (Introduction to Mathematical Philosophy), wyd. pol. 1958, 2003.
- 1918: The Philosophy of Logical Atomism (Filozofia logicznego atomizmu).
- 1920: The Practice and Theory of Bolshevism (Praktyka i teoria bolszewizmu)[35].
- 1921: The Analysis of Mind (Analiza myślenia).
- 1922: The Problem of China (Problem Chin).
- 1923: The ABC of Atoms (ABC atomów).
- 1925: ABC teorii względności (The ABC of Relativity), wyd. pol. 2000.
- 1925: What I Believe (W co wierzę).
- 1926: O wychowaniu. Ze specjalnym uwzględnieniem wczesnego dzieciństwa (On Education, Especially in Early Childhood), wyd. pol. 1932.
- 1927: The Analysis of Matter (Analiza materii).
- 1927: Zarys filozofii (An Outline of Philosophy), wyd. pol. 1939.
- 1927: Dlaczego nie jestem chrześcijaninem (Why I Am Not a Christian), wyd. pol. 1962, 1981, 1984 (w: Religia i ja).
- 1928: Szkice sceptyczne (Sceptical Essays), wyd. pol. 1937, 1957, 1996.
- 1929: Małżeństwo i moralność (Marriage and Morals), wyd. pol. 1931.
- 1930: Podbój szczęścia (The Conquest of Happiness), wyd. pol. 1933.
- 1931: Poglądy i widoki nauki współczesnej (The Scientific Outlook), wyd. pol. 1934.
- 1932: Education and the Social Order (Wychowanie a ustrój społeczny), wyd. pol. 1933.
- 1934: Wiek dziewiętnasty (Freedom and Organization, 1814–1914), wyd. pol. 1936, 2 tomy.
- 1935: Pochwała próżniactwa (In Praise of Idleness), wyd. pol 1937.
- 1938: Władza. Nowa analiza społeczna (Power: A New Social Analysis), wyd. pol. 2001.
- 1940: An Inquiry into Meaning and Truth (Badania dotyczące znaczenia i prawdy), wyd. pol. 2011.
- 1945: Dzieje filozofii Zachodu (A History of Western Philosophy), wyd. pol. 2000.
- 1947: Philosophy and Politics (Filozofia i polityka).
- 1948: Human Knowledge: Its Scope and Limits (Wiedza ludzka: jej zasięg i ograniczenia).
- 1949: Władza i jednostka (Authority and Individual), wyd. pol. 1997.
- 1950: Szkice niepopularne (Unpopular Essays), wyd. pol. 1997.
- 1956: Portrety z pamięci. Wartość wolnej myśli (Portraits from Memory and Other Essays), wyd. pol. 1995.
- 1959: Mój rozwój filozoficzny (My Philosophical Development), wyd. pol. 1971.
- 1959: Mądrość Zachodu (Wisdom of the West), wyd. pol. 1995.
- 1967: Zbrodnie wojenne w Wietnamie (War Crimes in Vietnam), wyd. pol. 1969.
- 1967-1969: Autobiografia (The Autobiography of Bertrand Russell), 3 tomy, wyd. pol.: t. I 1971, 1996, t. II 1998, t. III 1999.